# John Collum
 (octobre 2015).
Si vous disposez d'ouvrages ou d'articles de référence ou si vous connaissez des sites web de qualité traitant du thème abordé ici, merci de compléter l'article en donnant les références utiles à sa vérifiabilité et en les liant à la section « Notes et références ».
Pour les articles homonymes, voir Collum.
John Keith Collum, né à Chicago (Illinois, États-Unis) le 29 juin 1926 et mort à Los Angeles (États-Unis) le 28 août 1962, est un acteur américain.

## Biographie
John Collum est le fils du directeur de casting de Hal Roach (réalisateur des Petites Canailles). En 1932, ce dernier lui propose de jouer dans le court-métrage A Lad an' a Lamp. Il y interprète Uh-Huh.
Sa dernière apparition date de 1938 dans Three Men in a Tub.
Il est enterré au Valhalla Memorial Park Cemetery.